# Echinosaura sulcarostrum
Echinosaura sulcarostrum là một loài thằn lằn trong họ Gymnophthalmidae. Loài này được Donnelly, Macculloch, Ugarte & Kizirian mô tả khoa học đầu tiên năm 2006.